# Aéroport de Rivière-du-Loup
 (novembre 2024).
Si vous disposez d'ouvrages ou d'articles de référence ou si vous connaissez des sites web de qualité traitant du thème abordé ici, merci de compléter l'article en donnant les références utiles à sa vérifiabilité et en les liant à la section « Notes et références ».
L'aéroport de Rivière-du-Loup (AITA : YRI, 
OACI : CYRI) est un aéroport située à Notre-Dame-du-Portage, municipalité voisine de Rivière-du-Loup, dans le Bas-Saint-Laurent. Il comporte une piste asphaltée de 1 823 mètres (5 981 pieds) de long ainsi que de 45 mètres (150 pieds) de large. L'aéroport est ouvert tous les jours de semaine, à l'exception du 25 décembre et du 1er janvier.
L'aérodrome offre un service d'aide à la navigation, tel que NDB et VOR, et une divulgation en continu du calage altimétrique accompagné de la vitesse et de la direction du vent. Il abrite une station météorologique de type AWOS III, disponible sur la fréquence VHF 122.025.
Il est apte à recevoir des aéronefs de type Dash-8, Boeing 737 ou Airbus 320. Le dégagement de la piste est réglementaire pour accueillir des aéronefs qui transportent jusqu’à environ 150 passagers et permet de réaliser des activités de haute voltige.

## Historique
En décembre 1957, la ville de Rivière-du-Loup fait l'acquisition d'un terrain sur le territoire de Notre-Dame-du-Portage, situé à environ 10 kilomètres du centre-ville de Rivière-du-Loup, afin que Transports Canada mette en place le projet de construction du futur aéroport de Rivière-du-Loup.
Le 3 juin 2003, Transport Canada confirme la passation des droits et des installations de l'aéroport en entier à la ville de Rivière-du-Loup. Au même moment, Développement économique Canada verse une contribution financière de 850 000 $CAD à la ville de Rivière-du-Loup afin d'améliorer ses installations aéroportuaires en vue d'accroître les liens d'affaire de cette dernière.
Entre 2022 et 2023, l’aéroport de Rivière-du-Loup a entrepris une mise à niveau majeure de ses infrastructures, représentant un investissement total de 8 millions de dollars. Le gouvernement du Québec a contribué à hauteur de 6 millions de dollars, couvrant 75 % des coûts des travaux, tandis que la Ville de Rivière-du-Loup a assumé le reste du financement, soit 2 millions de dollars. Ce projet incluait la réfection complète de la piste, d’une longueur de 1 823 mètres (près de 6000 pieds) et d’une largeur de 45 mètres, ainsi que du tarmac et des voies d’accès. L'ancien tarmac datait des années 1950. Près de 25 000 tonnes d’asphalte ont été utilisées pour le repavage de la piste. Initialement, le projet prévoyait une réfection complète du tarmac en béton pour maximiser la durabilité. Cependant, en raison de l’augmentation des coûts du béton, des ajustements budgétaires ont été nécessaires. Afin de respecter le budget, une partie du tarmac a été reconstruite en asphalte.

## Spectacle aérien de Rivière-du-Loup
L’aéroport de Rivière-du-Loup a accueilli un spectacle aérien à deux reprises, en 2017 et en 2019. Cet événement a permis de rassembler de nombreux visiteurs autour de démonstrations aériennes et d’expositions au sol.
L’édition de 2017, organisée pour célébrer le 150e anniversaire de la Confédération canadienne, a offert une programmation variée, incluant des démonstrations de voltige aérienne, des expositions d’aéronefs rares et des activités familiales. Cette édition a aussi mis en vedette un concours en partenariat avec Air Canada et des démonstrations de véhicules de haute performance, comme le « Pyro Jet Truck ». Cette édition était organisée au profit de l'Association des Fusiliers du St-Laurent.
L'édition 2019 a marqué le retour des Snowbirds, l’équipe de démonstration officielle de l’Aviation royale canadienne, et a attiré des figures légendaires de l’aviation, telles que Gord Price et Rick Volker. Selon les organisateurs, cette seconde édition a attiré un public nombreux et consolidé la réputation du spectacle aérien comme un événement régional incontournable.
Prévu pour une troisième édition en 2021, le festival a cependant été annulé.
Martin Hivon, ancien gestionnaire de l’aéroport de Rivière-du-Loup et organisateur principal du Spectacle aérien, a terminé son mandat de gestionnaire le 30 septembre 2022. Son départ a suscité de nombreuses réactions dans la communauté, alimentant les incertitudes quant à l'avenir du festival. Depuis, aucune nouvelle édition du Spectacle aérien de Rivière-du-Loup n'a été annoncée, laissant planer un doute sur la continuité de cet événement.